# Walter Henning
Walter Henning (ur. 24 stycznia 1989) – amerykański lekkoatleta, który specjalizuje się w rzucie młotem.
Ósmy zawodnik mistrzostw świata kadetów z Marrakeszu (2005). W 2006 zajął ósmą lokatę na mistrzostwach świata juniorów w Pekinie. Złoty medalista mistrzostw panamerykańskich juniorów (2007). 12 lipca 2008 w Bydgoszczy wywalczył tytuł mistrza świata juniorów – uzyskał wówczas wynik 76,92 młotem o wadze 6 kg (juniorski rekord Ameryki Północnej). W 2010 został srebrnym medalistą młodzieżowych mistrzostw NACAC. Złoty medalista mistrzostw NCAA (także w rzucie ciężarkiem). 
Rekord życiowy: 72,98 (10 kwietnia 2010, Coral Gables) – rezultat ten osiągnął młotem seniorskim o wadze 7,26 kg.